# David Franco-Mendes

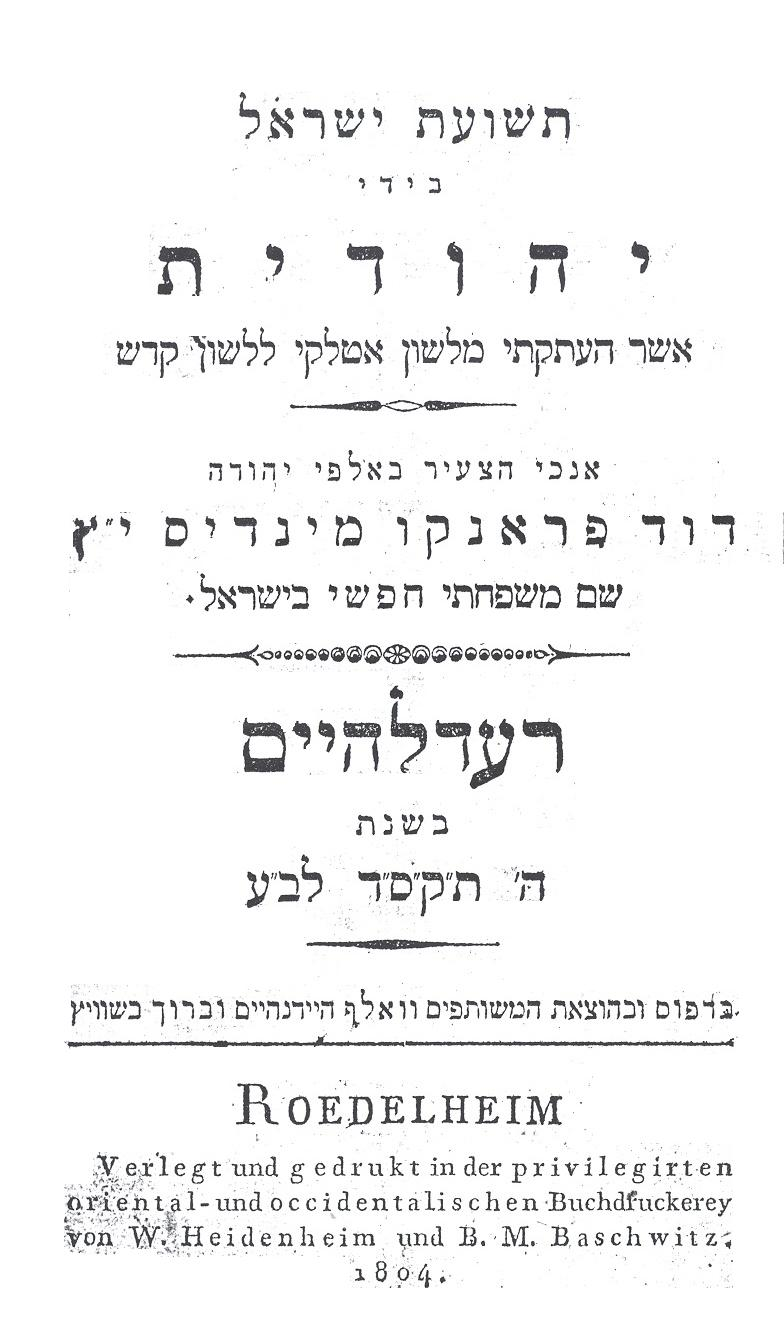
Titelblatt der Erstausgabe von Franco-Mendes' Judit

David Franco-Mendes (* 1713 in Amsterdam; † 1792 ebenda) war ein niederländisch-jüdischer Dichter portugiesischer Herkunft und früher Vertreter der Haskala.

## Leben
Franco-Mendes entstammte einer angesehenen Familie portugiesischer Conversos. Demonstrativ hebraisierte er das Franco seines Namens in Chofschi (חפשי, = frei), um sich von der Vergangenheit als Zwangskonvertit zu lösen. Er erhielt eine hervorragende Ausbildung, wozu vor allem die Kenntnis mehrerer europäischer Sprachen gehörte. Ebenso galt er als Talmudgelehrter und Autorität in Fragen der Halacha. In seiner Jugend wurde er von Mosche Chaim Luzzatto beeinflusst, der wegen messianischer Aktivitäten aus Italien nach Holland verbannt worden war. Mendes wurde 1769 Mitglied der Amadores das Musas, einer literarischen Gesellschaft. Er pflegte Kontakte zu zahlreichen Persönlichkeiten der neu aufblühenden jüdischen Literaturwelt. Sein Lebensunterhalt verdiente er in späteren Jahren als Kopist und Literat, nachdem er 1778 als Kaufmann scheiterte.

## Wirken
In einer Epoche des Wiedererwachens der hebräischen Sprache in Mittel- und Nordwesteuropa als Sprache der Literatur gehörte Franco-Mendes zu den ersten Dramatikern, wenngleich er vor allem Nachdichtungen schuf. Zu letzteren gehört beispielsweise גמול עתליה (dt. Die Vergeltung der Athalia; Erstdruck Amsterdam 1770), eine Bearbeitung von Racines Athalie. Bekannt ist weiterhin eine Übersetzung eines Gedichtes über die Geschichte der Judith von Pietro Metastasio durch ihn unter dem Titel תשועת ישראל נידי יהודית (dt. Die Rettung Israels durch Judit; Erstdruck Rödelheim 1804).
Für die in Berlin erscheinende hebräischsprachige Zeitschrift Hame'assef (dt. Der Sammler), die nach dem Vorbild der Berlinischen Monatsschrift gestaltet wurde, war er einer der eifrigsten Mitarbeiter. Daneben verfasste er eine Reihe von biographischen Abrissen über bedeutende Mitglieder der sephardischen Gemeinde Amsterdams. Viele seiner Werke liegen allerdings nach wie vor lediglich handschriftlich vor.

## Werke
- Memorias do estabelecimento: E progresso dos Judeos Portuguezes e Espanhoes nesta famosa citade de Amsterdam = A Portuguese chronicle of the history of the Sephardim in Amsterdam up to 1772; (Hrsg.) Leo Fuks; R.G. Fuks-Mansfeld; B.N. Teensma. - Assen/Amsterdam: Van Gorcum, 1975. - XIV, 233 S. ISBN 90-232-1322-X